# Diema Sport
Diema Sport (tiếng Bulgaria: Диема Спорт) là một kênh truyền hình có nội dung về thể thao của Bulgaria. Kênh là một phần của Nova Broadcasting Group, thuộc sở hữu của United Group. Ngoài ra, nó là một phần của gói thể thao cao cấp Diema Extra, bao gồm các kênh Diema Sport 2, Diema Sport 3 và Trace Sports Stars HD. Kênh phát sóng các sự kiện thể thao như Giải bóng đá vô địch quốc gia Bulgaria và Ngoại hạng Anh. Kênh cũng còn có các chương trình thể thao tạp chí, trường quay thể thao bình luận viên và các chương trình trò chuyện.

## Diema Extra
Diema Extra (tiếng Bulgaria: Диема Екстра) là một kênh truyền hình trả phí cao cấp của Bulgaria được ra mắt vào tháng 4 năm 2005. Kênh đã từng phát sóng các chương trình phim, cũng như các sự kiện thể thao chủ yếu từ Anh và Tây Ban Nha. Sau đó, hầu hết các chương trình đã được chuyển sang các kênh khác của Diema Vision, vì ít người đăng ký dịch vụ và quảng cáo mang lại nhiều lợi nhuận hơn. Tháng 9 năm 2007, Diema Extra đã bị dừng phát sóng sau khi Diema Vision được bán cho Apace Media.
Ngày 21 tháng 2 năm 2015, Diema Extra đã được phát sóng trở lại dưới dạng gói thể thao cao cấp, ban đầu chứa các kênh Diema Sport và Trace Sports Stars HD. Vào ngày 8 tháng 8 năm 2015, Diema Sport 2 được ra mắt, tiếp đến là Diema Sport 3 vào ngày 1 tháng 7 năm 2021.

## Logo các kênh của Diema Sport

Diema Extra (2005-2007)Diema Extra (2005-2007)
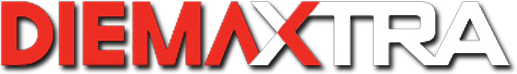
Diema Extra pack
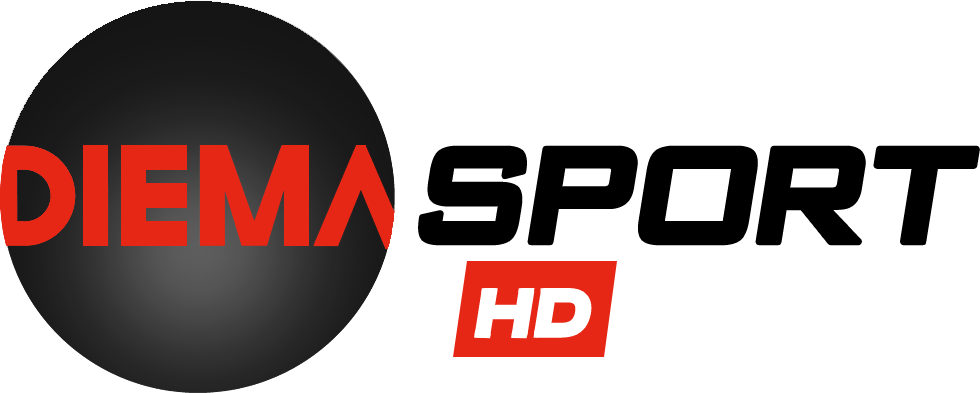
Diema Sport HD
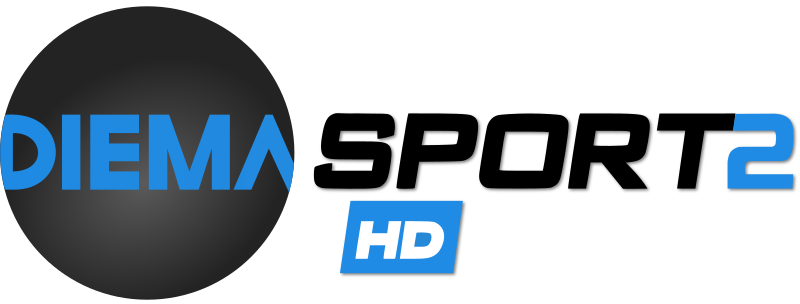
Diema Sport 2
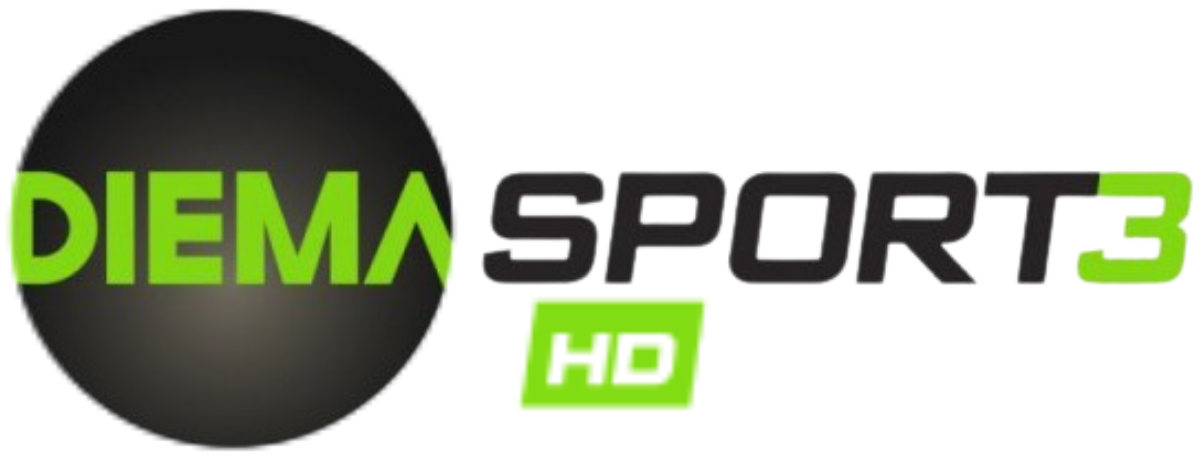
Diema Sport 3